# Президентські вибори у США 1852
Президентські вибори 1852 року проходили в чомусь за схожим сценарієм з виборами 1844 року. Демократ Франклін Пірс був обраний 14-м президентом США.

## Вибори
Президент Закарі Тейлор, який представляв вігів, помер в 1850, не доживши до наступних виборів. Президентом став його віцепрезидент Міллард Філлмор. Однак, партія вігів при номінації обійшла Філлмора та висунула генерала Уінфілда Скотта. Демократична партія знову номінувала маловідомого політика, цього разу — Франкліна Пірса. Як і 1844 року віги вели передвиборчу кампанію, акцентуючи увагу на невідомості Пірса та знову програли. Франклін Пірс виграв вибори з величезним відривом від Скотта: 254 голоси проти 42.
Після поразки на виборах партія вігів припинила своє існування. Частина вігів перейшла в Демократичну партію, інша влилася в створювану Республіканську, інші разом з Американською нативістською партією організували нативістську анти-іммігрантську партію нічого-не-знаю.

### Результати
| Кандидат           | Партія               | Виборці   | Виборці | Виборники |
| Кандидат           | Партія               | Кількість | %       | Виборники |
| ------------------ | -------------------- | --------- | ------- | --------- |
| Франклін Пірс      | Демократична партія  | 1.607.510 | 50,8 %  | 254       |
| Вінфілд Скотт      | Партія вігів         | 1.386.942 | 43,9 %  | 42        |
| Джон Паркер Хейл   | Партія вільної землі | 291.501   | 10,1 %  | 0         |
| Деніел Уебстер (*) | Союзна партія        | 6.994     | 0,2 %   | 0         |
| інші               |                      | 5.274     | 0,2 %   | 0         |
| Всього             | Всього               | 3.161.830 | 100 %   | 296       |

```

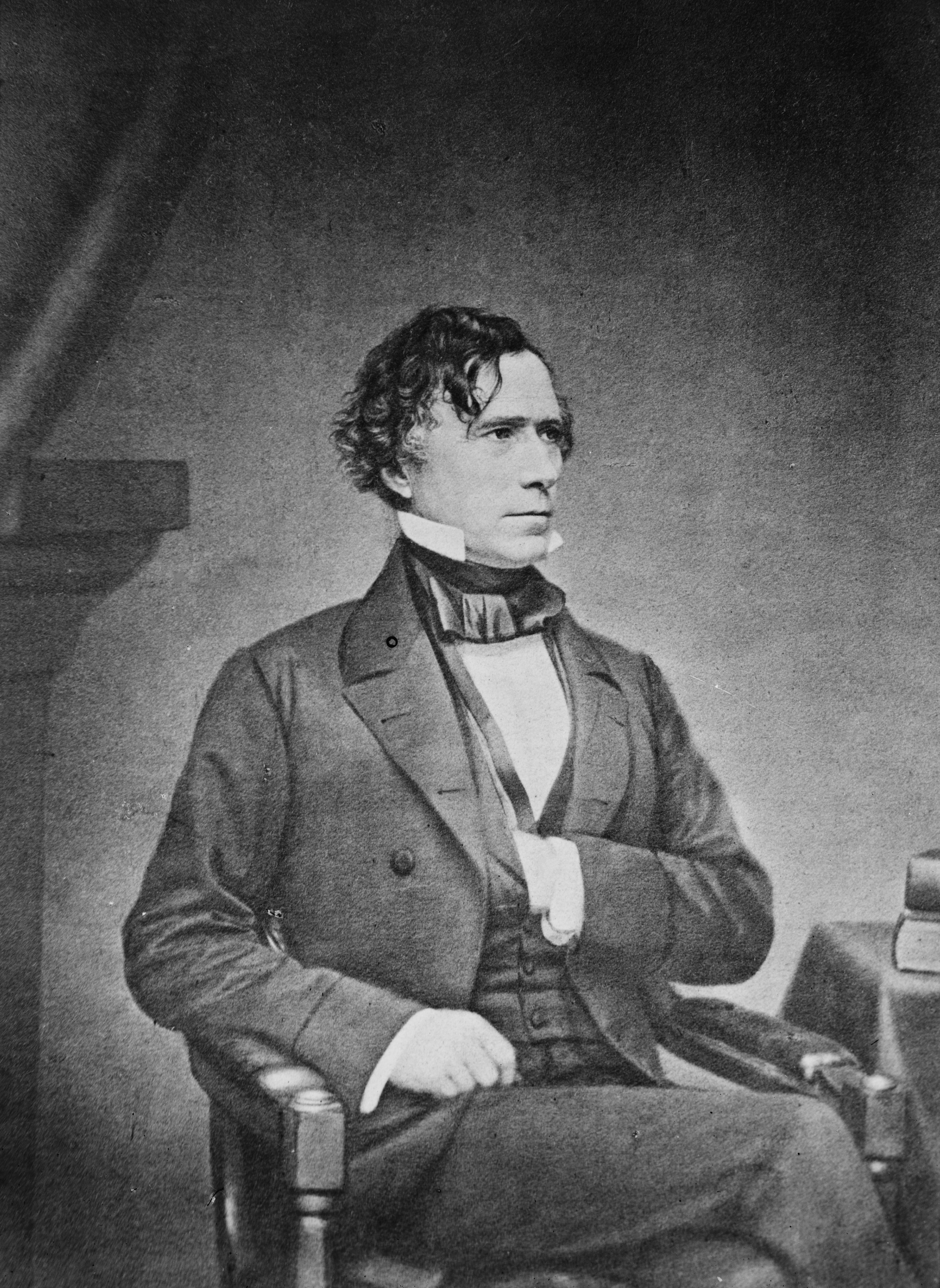
У результаті виборів 1852 року Франклін Пірс став чотирнадцятим президентом США.

(*) Уебстер помер за тиждень до виборів, але його ім'я залишилося в бюлетенях. 
```